# Carlos León (actor)
Carlos Ramírez León (Ciudad de México, 4 de diciembre de 1931-14 de febrero de 2020) fue un actor mexicano de la Época de Oro del cine mexicano. Inició su carrera en 1951 y trabajó con actores de talla internacional, tales como Gaspar Henaine «Capulina» (Muertos de miedo, 1958), El Santo y Blue Demon (Santo y Blue Demon vs. Dracula y el Hombre Lobo, 1973) e Ignacio López Tarso (En busca de un muro, 1974)

## Filmografía
- Rosa de dos aromas (1989)
- Tres de presidio (1980)
- Ay Chihuahua no te rajes (1982)
- El embustero (1985)
- Una leyenda de amor (1982)
- El coyote y La bronca (1978)
- Acapulco 12-22 (1975)
- En busca de un muro (1974)
- Santo y Blue Demon vs. Dracula y el Hombre Lobo (1973)
- Mecánica nacional (1972)
- Cuna de valientes (1971)
- Las momias de Guanajuato (1970)
- El mundo de los muertos (1970)
- La Valentina (1966)
- Los fantasmas burlones (1965)
- El revólver sangriento (1964)
- El gran pillo (1960)
- Muertos de miedo (1958)
- El bolero de Raquel (1957)
- Víctimas del pecado (1951) - sin créditos